# Kolový mlýn

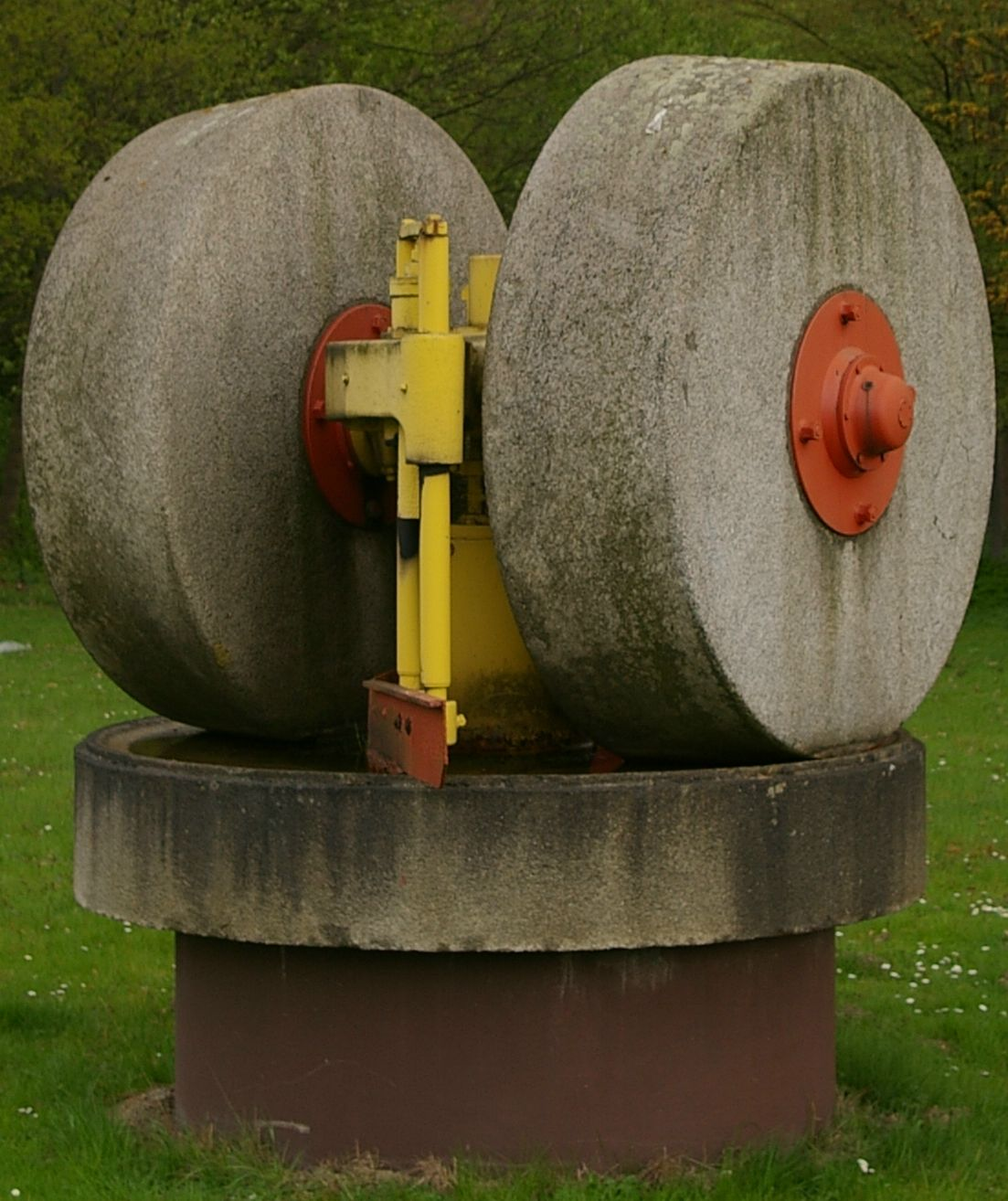
Činná část kolového mlýna

Slovní spojení „kolový mlýn“ se může vyskytovat v několika souvislostech:
- Kolový mlýn – stroj, o němž pojednává tento článek
- Vodní kolový mlýn – vodní mlýn vybavený vodním kolem na rozdíl od turbínového mlýna
- Nákolní mlýn – mlýn postavený na kůlech částečně v korytu řeky, částečně na břehu. Zde je název „kolový mlýn“ nesprávně převzat ze slovenštiny (kolový mlyn), kde se vyskytuje v souvislosti se zachovalými mlýny tohoto typu v Podunají.

Kolový mlýn (někdy nazývaný koloběh) je strojní zařízení sloužící k drcení a rozmělňování nejrůznějších materiálů.

## Princip
Hlavní částí kolového mlýna je kolo (kotouč) s vodorovnou osou odvalující se po pevné podložce na čepu na rameni vřetene, které se otáčí kolem svislé osy (existují ale i kolové mlýny s otáčející se spodní částí). Protože je kolo široké, odvaluje se s výrazným prokluzem na okrajích. V kolovém mlýně tak dochází k drcení jak tlakem, tak smykem.

## Vlastnosti a použití
Hlavní výhodou je drcení vlhkých nebo mastných surovin, které jsou zároveň s mletím promíchávány. Vřeteno mlýna je obvykle opatřeno lopatkami, které materiál vynášejí na síto na okraji a lopatkami, které neprosetý materiál přihrnují zpět pod válce. Takové mlýny pak pracují kontinuálně.
Tento typ mlýna je vhodný pro jemné drcení velmi měkkých až středně tvrdých surovin malé zrnitosti (předem nadrcených).
Využití těchto mlýnů je velmi široké, např.:
- v keramickém průmyslu – k přípravě surovin
- ve slévárenství – k úpravě slévárenského písku
- v potravinářství – k rozmělňování olejnin před lisováním

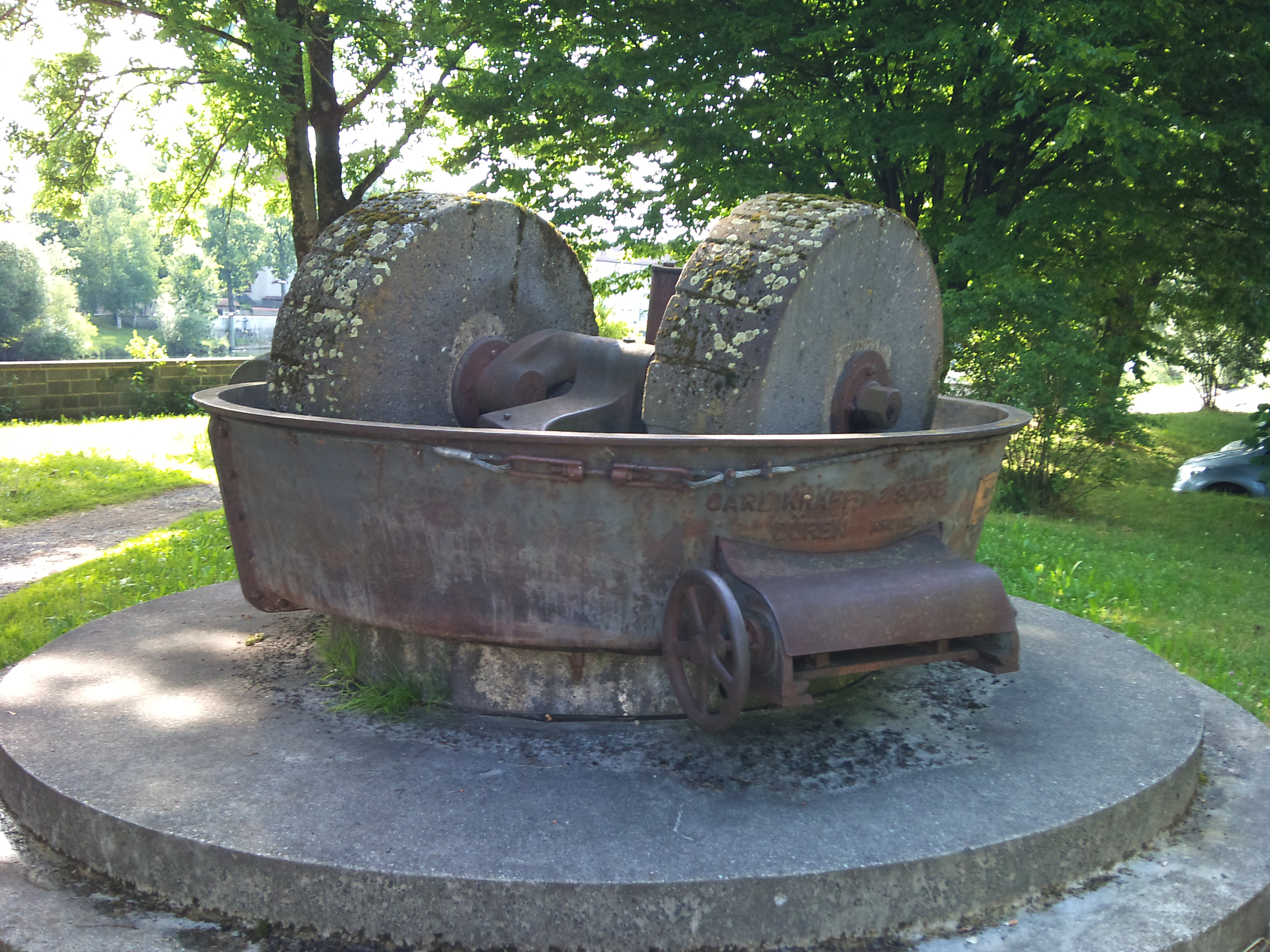
Papírenský kolový mlýn
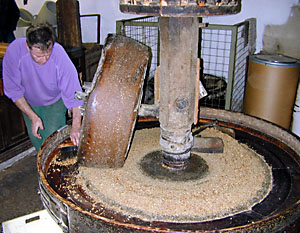
Jednokolový kolový mlýn na olejniny
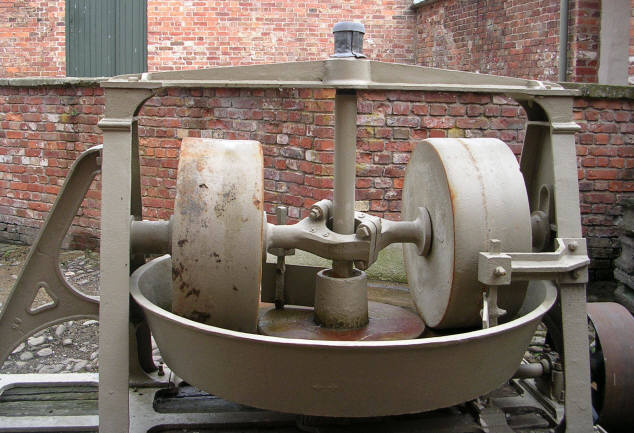
Kolový mlýn s rotující spodní částí a pevným vřetenem
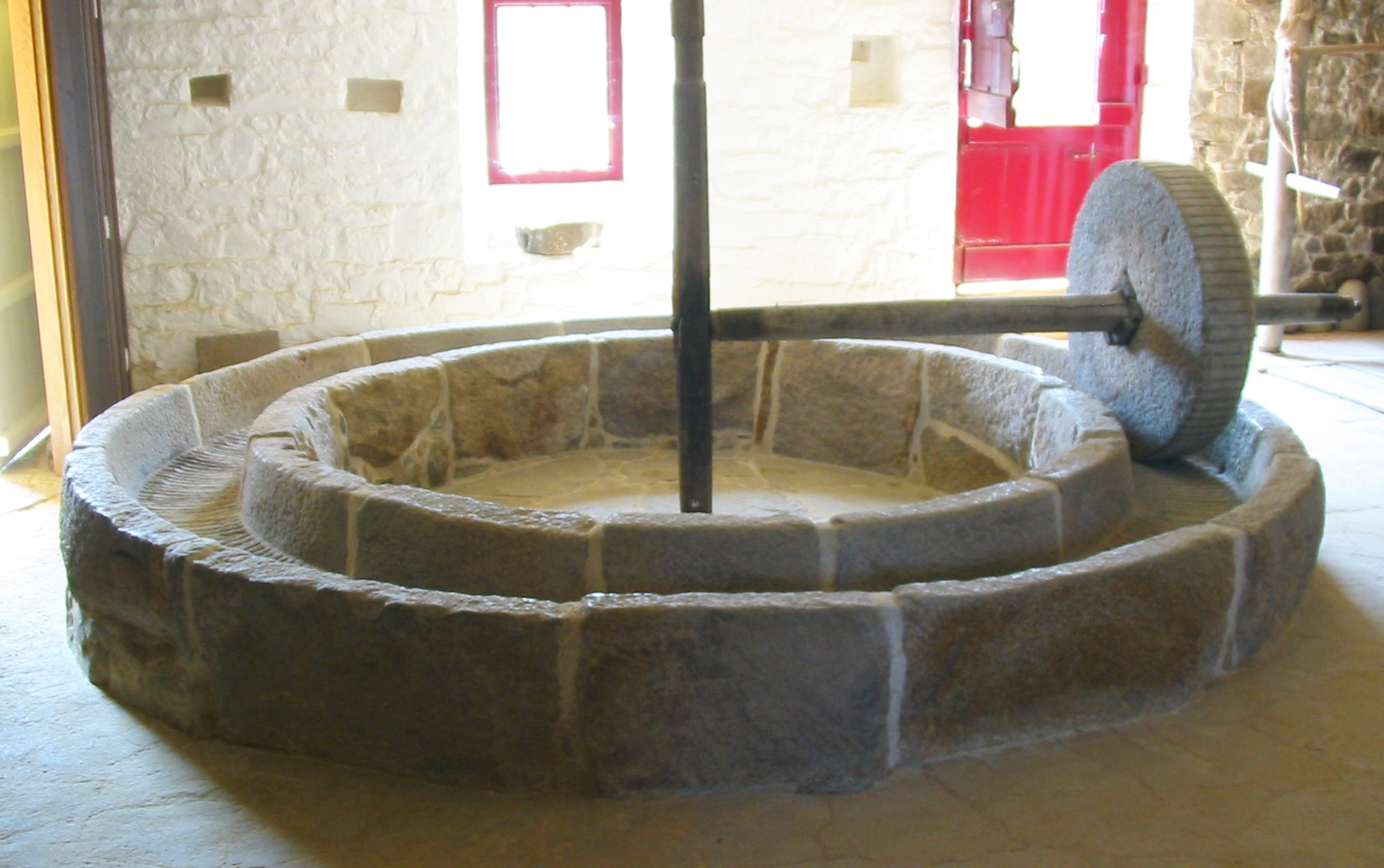
Kolový mlýn na drcení jablek
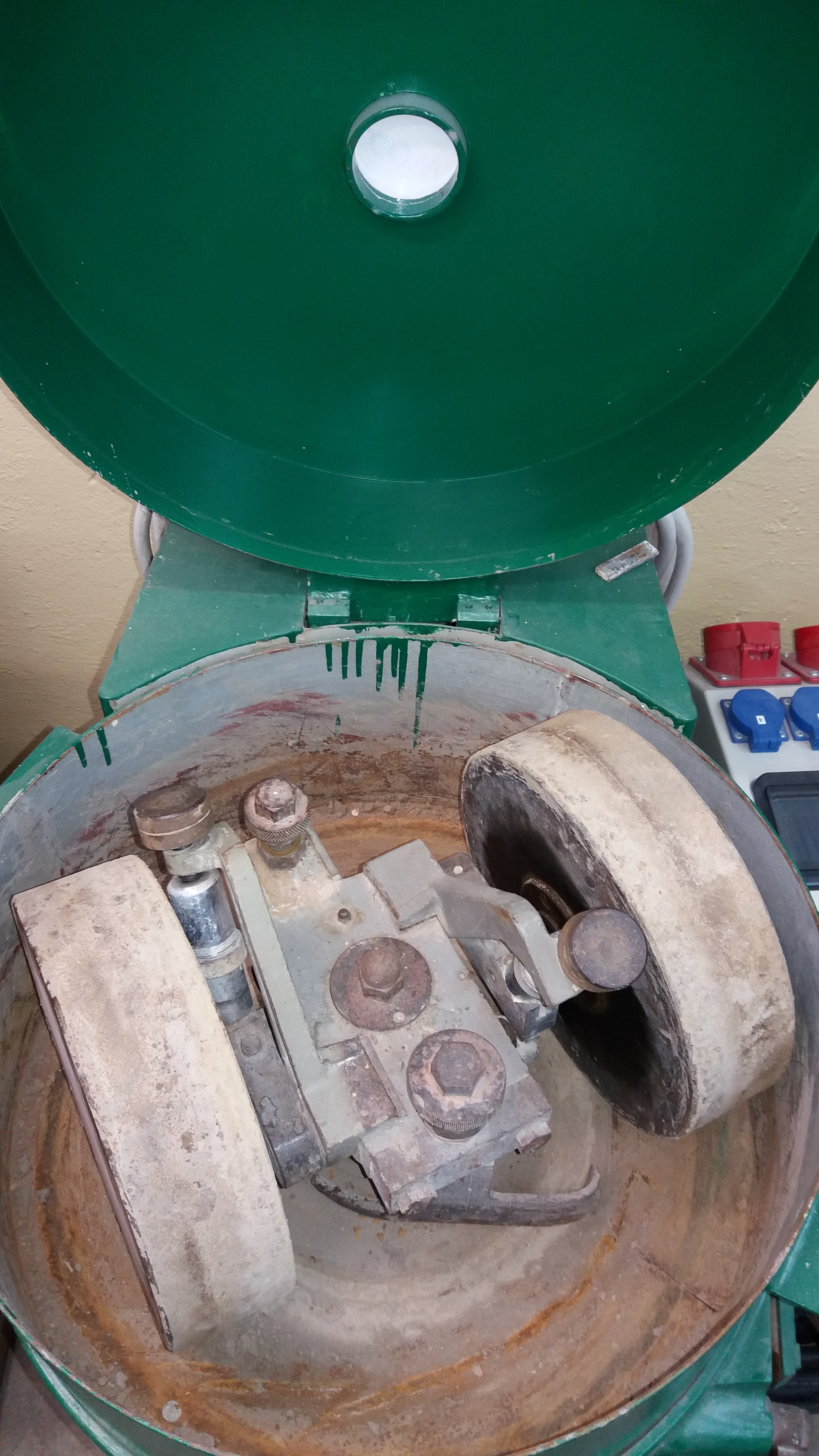
Laboratorní kolový mlýn